# Fudbalski klub UNIS Vogošća
Il Fudbalski klub UNIS, conosciuto semplicemente come UNIS, è una squadra di calcio di Vogošća, una cittadina a 6 km di distanza da Sarajevo, la capitale della Bosnia ed Erzegovina.
Nella stagione 2020–21 milita nella Druga liga FBiH Centar (uno dei quattro gironi della Druga liga FBiH, la terza divisione bosniaca), dopo aver ottenuto la promozione grazie alla vittoria della 1. županijska liga SŽ, il campionato del Cantone di Sarajevo.

## Nome
Il nome UNIS sta per United Dedicated Industry Sarajevo, una società, con sede nella capitale, che fa parte dell'industria della produzione di macchinari.

## Storia
Il club viene fondato nel 1948 come FK Pretis Vogošća, il nome attuale viene preso nel 1969.
Il momento di massimi successi è alla fine degli anni '60 ed all'inizio dei '70, quando milita nella 2. Savezna liga, la seconda divisione della Jugoslavia, risultando fra le migliori compagini della Repubblica Socialista di Bosnia ed Erzegovina. Nel 1973, pur piazzandosi al 7º posto su 18 squadre, deve retrocedere a causa della ristrutturazione del campionato.
Nei campionati della Bosnia indipendente, l'unico acuto è la partecipazione alla Prva liga FBiH 2011-12, la seconda divisione.
| Stagione | Campionato               | Campionato | Campionato | Campionato | Campionato | Campionato | Campionato | Campionato | Campionato |
| Stagione | Divisione                | G          | V          | N          | P          | GF         | GS         | Pti        | Pos.       |
| -------- | ------------------------ | ---------- | ---------- | ---------- | ---------- | ---------- | ---------- | ---------- | ---------- |
| 1968–69  | Sarajevsko–Zenička zona  | 26         | 13         | 5          | 8          | 46         | 32         | 31         | 4º         |
| 1969–70  | Sarajevsko–Zenička zona  |            |            |            |            |            |            |            | 1º         |
| 1970–71  | Druga liga (Sud)         | 30         | 10         | 5          | 15         | 47         | 46         | 25         | 15º        |
| 1971–72  | Druga liga (Sud)         | 34         | 15         | 6          | 13         | 45         | 32         | 36         | 5º         |
| 1972–73  | Druga liga (Sud)         | 34         | 13         | 11         | 10         | 43         | 41         | 37         | 7º         |
| 1973–74  | Liga Bosne i Hercegovine | 38         | 16         | 11         | 11         | 44         | 31         | 43         | 7º         |
| 1974–75  | Liga Bosne i Hercegovine | 34         | 13         | 6          | 15         | 47         | 48         | 32         | 12º        |
| 1975–76  | Liga Bosne i Hercegovine | 34         | 8          | 9          | 17         | 34         | 59         | 25         | 16º        |

## Palmarès
- Sarajevsko–Zenička zona (terza divisione jugoslava)

1968
- Druga liga FBiH (Centro) (terza divisione bosniaca)

2011
- 1. županijska liga SŽ (quarta divisione bosniaca)

2020

## Stadio
Il FK UNIS disputa le partite interne allo Stadion Hakija Mršo, un impianto da 5000 posti.

## Giocatori
- Blagoje Bratić
- Haris Škoro
- Alen Škoro
- Džemaludin Harba[5]

- Nihad Nalbantić